# Dewoitine D.26
Le Dewoitine D.26 est un avion d'entraînement militaire développé en France et construit en Suisse pour l'armée de l'air suisse en même temps que le chasseur D.27.

## Conception et développement
La cellule du D.26 est identique à celle du D.27 sauf :
- Le capot moteur supprimé ;
- Le moteur en étoile moins puissant (340 cv).

## Historique opérationnel
Dewoitine construit 9 exemplaires qui sont assemblés par l'usine suisse K+W Thun. Cette commande est suivie d'une autre pour deux avions équipés d'une version légèrement plus puissante du moteur Wright 9Q du lot initial. Les D.26 originaux sont principalement utilisés pour l'entraînement au tir et au vol en formation et les avions plus puissants pour l'entraînement au combat air-air. Pour cela ils sont équipés de cinémitrailleuses.
Le D.26 connait une longue carrière en n'étant retiré du service qu'en 1948. À cette époque, ils sont transférés à l'Aéro-Club de Suisse où ils sont utilisés comme remorqueurs de planeurs. Le dernier exemplaire n'est retiré de l'aéroclub qu'en 1970, date à laquelle il est transféré au musée de l'aviation militaire de Dübendorf.
En 2016, après restauration deux avions sont en état de navigabilité dans leur état d'origine. Le numéro 286 est basé à Granges LSZG et le numéro 284 est basé à Lausanne LSGL. Les deux avions participent à des meetings aériens sous le nom de « Patrouille Dewoitine - Forces aériennes suisses 1931 ».

## Opérateurs
Suisse
- Forces aériennes suisses